# Браун, Натаниэль
Натаниэль Браун (нем. и англ. Nathaniel Brown; родился 16 июня 2003, Амберг, Германия) — немецкий футболист, левый защитник клуба «Айнтрахт» (Франкфурт).

## Клубная карьера
Натаниэль Браун — воспитанник команд «Кюммерсбрукк», «Ян» и «Нюрнберг». 6 марта 2022 года дебютировал в профессиональном футболе за фарм-клуб «Нюрнберг II», выйдя в стартовом составе на матч Региональной лиги «Бавария» против «Бухбаха». За основную команду «Нюрнберга» впервые сыграл 10 марта 2023 года, выйдя на замену в матче Второй Бундеслиги против брауншвейгского «Айнтрахта».
3 января 2024 года Браун подписал контракт с клубом Бундеслиги «Айнтрахт Франкфурт», оставшись в «Нюрнберге» на правах аренды до конца сезона 2023/24. 19 августа 2024 года вышел на замену в матче Кубка Германии против «Айнтрахта» из Брауншвейга, дебютировав за  свой новый клуб. 2 ноября 2024 года вышел в стартовом составе на матч чемпионата Германии против «Бохума» и забил свой первый гол за франкфуртский клуб.

## Карьера в сборной
Выступал за сборную Германии до 21 года.

## Достижения

### Индивидуальные
- Новичок месяца в Бундеслиге (2): ноябрь 2024, декабрь 2024